# Мальмбанан
68°20′54″ пн. ш. 18°56′23″ сх. д. / 68.34829° пн. ш. 18.93971° сх. д.